# Ertivio Acosta

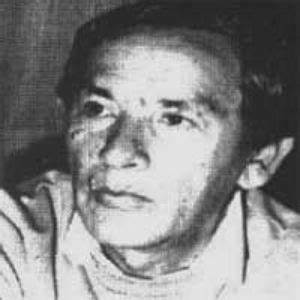
Ertivio Acosta, retrato de 1990

Ertivio Acosta, nació en San Luis del Palmar, Provincia de Corrientes el 1 de septiembre de 1940. Falleció en Resistencia, Provincia del Chaco el 7 de julio de 2000.
Único hijo de Juana Vallejos de Acosta. Casado con Elisa Berta Benítez; tres hijos: Hernán, Alejandro y María Isabel. Tuvo cinco nietos.
Folklorista, historiador, investigador y museólogo. Fue creador y organizador del Museo del Hombre Chaqueño (1990), organizador del Museo Histórico de la Isla del Cerrito (1996) y del Sitio Histórico y Museo "Luis Geraldi" de la inmigración italiana (1999). Para recordar a Ertivio Acosta se instituyó el 7 de julio como Día de los Museos del Chaco según Ley 1629. Fue difusor del folklore regional del Nordeste Argentino y realizó investigaciones sobre la cultura guaraní en esa misma región.

## Estudios Cursados
Cursó estudios de Historia en la Facultad de Humanidades de la Universidad Nacional del Nordeste. Fue profesor de Moral y Civismo (antigua denominación de la materia Formación Ciudadana) para nivel secundario, recibido en el Instituto Superior del Profesorado "San Fernando Rey" de Resistencia.
Fue Técnico Superior en Museología. Título obtenido en el Instituto Superior de Formación Docente y Técnica N° 8 de la ciudad de la Plata. Se inició como folklorista de la mano de Benigno Corvalán. Ingresó en agosto de 1960 como bailarín en la Peña Nativa "Martín Fierro" de Resistencia. Se perfeccionó en danzas con el profesor Juan Pedemonte.
En 1965 estudió investigación folclórica con Raúl Oscar Cerruti e incursionó en el conocimiento del folclore regional. Investigó y publicó en diversos medios de difusión más de 200 textos sobre la tradición guaraní.
Dictó charlas, cursos y conferencias sobre el tema en los principales centros de estudio de la región y del país. Organizó en 1965 el primer Centro de Estudios del Folclore del Chaco y, en 1980 el Centro de Estudios del Folclore Regional. Obtuvo numerosos premios y distinciones por sus trabajos de investigación de la cultura popular guaranítica.
Su tarea como museólogo se inicia en 1988. Fue creador y organizador del Museo del Hombre Chaqueño (1990); Organizador del Museo Histórico de la Isla del Cerrito (1996); Organizador del Sitio Histórico y Museo Luis Geraldi de la Inmigración Italiana (1999). Organizador de los primeros cursos de Cultura Chaqueña. (1988); Organizador de los primeros cursos de Museología Aplicada a la Educación y Cultura. Fue Director del Museo del Hombre Chaqueño, dependiente del Instituto de Cultura del Chaco y asesor en museología de instituciones educativas y culturales del Chaco hasta su fallecimiento.

## Distinciones y premios
Primer Premio Conjunto de Danzas en el Festival Nacional de Folklore de Cosquín, Córdoba, con el cuadro costumbrista "Fiestas a San Baltazar" recibió el Cámin Cosquìn como director del conjunto de la Peña Nativa Martín Fierro (1967).
Recibió en Buenos Aires el Premio Puma Argentino 1986 por sus trabajos sobre el folklore guaraní y constante defensa de la cultura nacional y popular. Le entregaron una plaqueta recordatoria en el escenario de Cosquín en Córdoba junto a Luis Landriscina al conmemorarse los 20 años de la presentación junto a la Delegación del Chaco en 1964.
Primer Premio en investigación folclórica, con su trabajo El Pombero un Héroe Moderno en el Certamen Nacional organizado por la Subsecretaría de Cultura de Corrientes en conmemoración de los 400 años de la fundación de esa ciudad.
Recibió el reconocimiento de la Peña Nativa Martín Fierro por su constante defensa del folklore regional en 1995. En reconocimiento por su labor por la cultura chaqueña, la Subsecretaría de Cultura de la Provincia, en el salón "Jorge Luis Borges" en la Feria del Libro de Buenos Aires, le hacen entrega de un pergamino recordatorio.

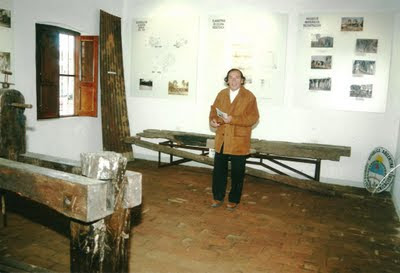
Ertivio Acosta fue organizador de la Casa y Museo Geraldi de la Inmigración Italiana en el Chaco, Argentina.

## Actividades
Realizó investigación de gabinete y de campo: sobre folclore guaraní desde 1960, sumando en la actualidad más de 200 temas. Muchos trabajos ya fueron publicados en revistas y libros especializados de antropología e historia.
Ha reunido entre 1965 y 1988 más de 200 acervos históricos como: imágenes de santos populares, instrumentos musicales, utensilios, armas, vestimentas y monedas clandestinas que estuvieron circulando en los obrajes del Chaco.
Formó parte del conjunto que representó al chaco en el 1.º Festival Nacional de Folklore Argentino, llevado a cabo en el Teatro Rivera Indarte (actual Teatro del Libertador General San Martín) de la ciudad de Córdoba en septiembre de 1960, donde por primera vez se bailó el chamamé en calidad de folklore argentino, juntamente con el valseado y el rasguido doble. En diciembre del mismo año, participó como bailarín de chamamé en la delegación argentina que actuó en el 1.º Festival Latinoamericano de Folklore, en el Estadio Luna Park de Bs. As.
En 1963 y 1964, danzó el chamamé con las tres poses clásicas y varias clases de zapateos como demostración de esta danza en el 1.º y 2.º Simposio de la "Música Litoraleña" en Posadas Misiones. En enero de 1964, integró el cuerpo de danzas de la Peña Nativa "Martín Fierro" de Resistencia en el 4.º Festival Nacional de Folklore de Cosquìn, Córdoba,  primera vez que se danza el chamamé en ese famoso escenario. En 1967, como director artístico de la Peña "Martín Fierro", presentó en Cosquín un cuadro costumbrista de su investigación titulado "Las Fiestas a San Baltazar", presentando por primera vez en un escenario del folklore argentino el cuadro del folklore afro guaraní de la Charanda, obteniendo el 1.º Premio en categoría danzas y un 1.º Premio por la presentación escénica.
A partir de 1970, actuó como asesor en danzas guaraníticas en varias instituciones de la región y peñas del país. Entre otros: Cursos de Folklore para Maestros de Frontera en Cosquín 1977, 78 y 79; al cuerpo de Danzas de varios ballets del país como el de Ariel Ramírez y Néstor Bagual Fuentes.

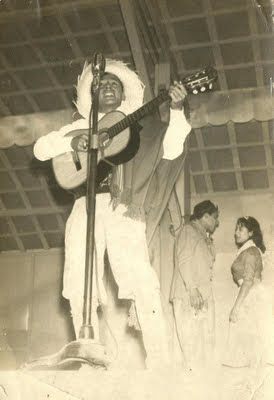
Ertivio Acosta participó desde muy joven en la actividad artística relacionada con el folklore regional del nordeste Argentino.

Recopiló cantares antiguos en la zona norte de la Provincia de Corrientes (Lomas de Vallejos, Capillita, Villa Nueva, Caá Catí, Ituzaingó, Verón de Astrada y otras.) recogiendo versiones en guaraní antiguo y actual de compuestos, letanías, polcas correntinas, chamamés y valseados, que luego las interpretó en reuniones de investigadores folklóricos, simposios, conferencias, charlas y publicaciones.
En 1964 por concurso representó al Chaco en el Festival Nacional del Canto Argentino realizado en Bs As cantando en guaraní y yopará, canciones folklóricas chaqueñas como "Carrero cachapecero" y "La Canción de los obrajes". Asesoró a cantores y artistas de la región en las formas típicas y tradicionales del canto chamamecero en solista y dúo.
En 1960, es profesor de danzas en la Escuela Experimental Nº1 de la Provincia del Chaco.
1964; dirigió el cuerpo de danzas "Anahí" de la Provincia de Corrientes, que representó por primera vez a esa provincia con la danza del chamamé en un festival folklórico nacional y obtuvo el 1.er premio con el cuadro costumbrista "La vestido celeste" en el 3.º Festival de la Música del Litoral en Posadas Misiones.
1967, dirigió el cuerpo de danzas de la Peña Martín Fierro de Resistencia, y con el cuadro donde se danza la Charanda y el Schótis obtiene el 1.º Premio en Danza en el Festival de Cosquín.
1984, dirigió el Ballet Brandsen para el cuadro costumbrista chamamecero "El tiro de taba" que se transmite por ATC (actual TV Pública Argentina) desde el escenario de Cosquín.
Asesoró a los cuerpos de danzas de la provincia en cuestiones de bailes regionales actuales y antiguos.
Instrumentos que ejecutaba: Acordeón diatónico de dos hileras y ocho bajos. Guitarra. Tambora (instrumento de percusión afro guaraní).

## Difusión en medios gráficos
Diario Norte de Resistencia, 53 artículos temas específicos del folklore regional desde 1976, investigaciones. Referidos al folklore como actividad social 22 artículos. Para "Norte Cultura" y "Norte en Domingo" 30 artículos.
Diario "El Territorio" de Resistencia, temas de investigación 30 artículos. (entre 1966 y 1981). Otros periódicos: Diario "Clarín" 4 artículos. "La Prensa" 1 artículo. La Nación 1 artículo. Revistas culturales: "Angel Subterráneo" dos números. Revista "Espejo". Revista "Borbotón" ( 4 números).
Colaboraciones en libros especializados: "Diccionario Folklórico Argentino" de Felix Coluccio". "Cultos y Canonizaciones Polpulares de Argentina" de Felix Coluccio. "Diccionario Enciclopedia Regional T.II." "Manual del Folklore Correntino" de la Dra. Marilí Morales Segovia. "El Chamamé" de Raúl Oscar Cerrutti.

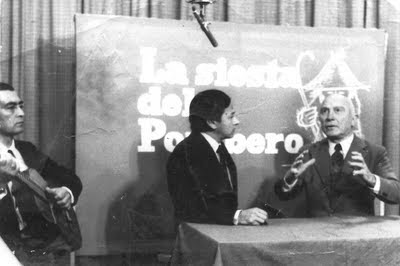
La actividad de Ertivio Acosta en los medios de comunicación.

## Difusión en medios audiovisuales
Radio: Programas radiales que se emitieron por LT5 Radio Chaco, Radio LT7 de Corrientes desde 1976. "Sapucai" de Emilio Miguel Lagranja, Federico Bejarano. Dos veces por semana (con 10 para difusión del folklore regional). Hacen un total de aproximadamente 960 programas.
Programa Radial "La Siesta del Pombero" con treinta minutos de duración dos veces por semana desde febrero de 1977 a diciembre de 1983, por la antigua LT5 Radio Chaco y luego Radio Nacional Resistencia que suman unos 700 programas, incluido los programas especiales de una duración de 90 minutos cada uno, como los de "La Semana de la Tradición" y mesas redondas trimestrales, emitidos por la misma emisora, programa de su creación y conducción.
Colaboró también en programas de "INCUPO" que se emiten por varias radios del país desde 1983. Grabó programas de 10 minutos para varias radios de la zona y para proyecciones culturales del gobierno del Chaco.
Televisión: En 1980 por Canal 9 de Resistencia, Chaco, realizó un ciclo de 35 micros de 7 minutos, donde por primera vez se difunden por este medio entrevistas a curanderas, santeros, músicos populares, ritos profanos del folklore guaraní, reliquias y cultos a santones de la región.
Desde 1981 a 1985 se emitieron más de 150 micros de 5 minutos en el programa Sapucai de Canal 9 de Resistencia, difundiendo temas del folclore guaraní desde sus lugares de origen, hasta ese momento ocultos para el público de las grandes ciudades. Participó de varias emisiones de canales de Buenos Aires que visitaban el Chaco como en 1985 "Espejo de mi país" mostrando iconografías mitológicas guaraníes. Realizó un film en vídeo de 35 minutos para la Dirección de Cultura del Chaco y la firma Telecine sobre el culto a "San La Muerte" en el Chaco.
Ertivio Acosta formó parte de una de las 3 parejas que en 1964 bailó el chamamé por primera vez para la televisión argentina en el programa "Casino Phillips" en Buenos Aires.

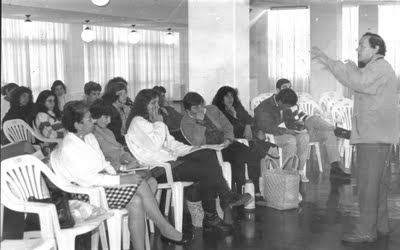
Ertivio Acosta dictando un curso de museología en la ciudad de Saenz Peña, Chaco, Argentina.

## Charlas, conferencias y cursos
Realizó charlas sobre folklore regional integral en establecimientos secundarios de la Provincia del Chaco. También en varias instituciones que mantienen dentro de sus actividades culturales la difusión del folklore guaraní. Dictó conferencias sobre temas de su investigación en distintos lugares del país. Universidad Nacional del Neuquén, Cursos en Cosquín,  Córdoba. Carrera de Enfermería de la Universidad de Corrientes. Secretaría de Cultura de Posadas Misiones. Museo "José Hernández" de Buenos Aires. Instituto de Antropología de San Rafael Mendoza. Centro Cultural "General San Martín" Buenos As., Municipalidad de Santa fe. Centro de Estudios de Folklore de Venado Tuerto, Santa Fe, etc.
Varios cursos sobre culturas regionales en la provincia de Corrientes y Chaco. En 1986 dicta un curso de perfeccionamiento para Directores y Supervisores de enseñanza media, sobre temas de culturas regionales para el Consejo General de Educación del Chaco. Intervino en las Jornadas Culturales de la Escuela Normal Mixta Sarmiento para alumnos de su nivel terciario., etc.
Participación en instituciones: En 1964, participa en la creación del Centro Nacional Estudiantil del Folklore, llevado a cabo en San Miguel de Tucumán.
En 1965 crea el Centro de Investigaciones "Juan Alfonso Carrizo" de la Peña Nativa "Martín Fierro" del Chaco, siendo la primera institución de investigaciones folklóricas de la provincia y del nordeste, donde actuó como secretario. En 1979 participa de la creación del Centro de Investigaciones Folklóricas del Chaco, siendo su secretario hasta su fallecimiento.
En 1981, participa de la creación del Centro de Estudios del Folklore Correntino realizado en Goya. En 1985 participa en Cosquín del acto de la refundación del Ateneo Cultural de Cosquín como delegado en el Chaco, junto al Dr.Eduardo Gómes Lestani.
En 1985, ingresa como investigador folklórico en el Centro de estudios del Folklore, a pedido de destacados investigadores nacionales como el Prof. Hugo Ifran de santa Fe entre otros.
Como jurado y tarea de asesoramientos: Jurado: En distintos concursos de cantos y danzas regionales de Chaco y Corrientes, concursos estudiantiles de folklore. Concursos radiales de cultura regional. 1978 - Jurado en la Fiesta Nacional del Candombe - Corrientes capital. 1978 - Jurado en la preselección de la Fiesta Nacional del Malambo en Barranqueras - Chaco.
Asesoramientos: Para grupos de teatro de la región, dando charlas sobre aspectos generales del idioma guaraní regional, costumbres, creencias, supersticiones, ritos y canonizaciones populares de raíz guaranítica. A gente de cine y televisión que actúa en la región o de antropólogos y estudiosos que necesitan conocer los lugares donde aún existen ciertos cultos o bien como traductor del idioma guaraní. Asesoró sobre temas de historia y folklore regional a alumnos de todos los niveles de la provincia, ya sea en mitología guaraní, como en historia regional.
Cada año recibió en su domicilio la visita de más de un centenar de alumnos que grababan sus explicaciones para luego comentarlas en las cátedras de antropología cultural, antropología filosófica o sociológica regional.
Colaboró con alumnos de Cursos Integrales de Folklore que dictan los colegios de niveles terciarios ya sea en música regional, mitología folklórica e indígena del Chaco. Asesoró a Escuelas y conjuntos de danzas sobre cuadros costumbristas del litoral guaraní. Etc.

## Simposios y congresos
1960 - Congreso Internacional de Folklore realizado en Bs As.
1963 y 1964 - concurrió al 1.º y 2.º Simposio de la Música Litoraleña realizado en Posadas Misiones.
1964 - Presentó un trabajo sobre "Lengua guaraní regional" en el Congreso Nacional de Folklore, realizado en el Ministerio de Guerra en Buenos Aires.
1964 - Concurrió al Simposio de Folklore realizado en Cosquín - Córdoba.
1965 - En el Simposio de Cosquín presentó su trabajo "El Valseado Correntino". También actúa como ayudante del folklorista paraguayo Dr. Ramón Viveros, en diálogos en lengua guaraní como práctica - pedagógica del curso de lenguas indígenas.
1967 - Presentó a consideración de los estudiosos que asistieron a Cosquín, su trabajo "El 6 de enero y las fiestas a San Baltazar" donde por primera vez se investiga el folklore afro guaraní, en la región noreste argentina con la danza "La Charanda".
1978- 1979 y 1980 "Ateneo Folklórico de Cosquín" en calidad de profesor para los Cursos Nacionales para maestros de Frontera, presentando 5 trabajos de su investigación de campo.
1980 - Participó con un trabajo de investigación sobre "El Pombero", en el Congreso Internacional de Folklore Iberaoamericano, realizado en Santiago del Estero.
1981 - Encuentro de Estudiantes del Folklore realizado en Santa Fe, paralelo a la "Feria Artesanal del Paraná" donde presentó junto al Dr. Eduardo Gómes Lestani, el trabajo de investigación "El Empacho en el área guaranítica", investigación de campo e interpretación científica.
1984 - Presentó su trabajo de investigación sobre "Las Bailantas en el norte santafesino" en el 1.er Encuentro de Estudiosos del Folklore de Santa Fe, realizado en Venado Tuerto.
1984 - En el Ateneo Folklórico de Cosquín, presentó su trabajo "El Payé un Viejo Misterio" como apertura de los actos culturales de la Secretaría de Cultura del Festival.
1985 - Desarrolló en el mismo Ateneo de Cosquín, el tema de su investigación "Evolución Histórica de los Mitos Diabólicos Guaraníes".
1985 - Participó como profesor de folklore del área guaranítica, en los "Cursos Nacionales de Folklore para Maestros y Locutores de Frontera" de Cosquín.
1985 - Participó como representante del Chaco en el 1.er Simposio sobre el Chamamé, realizado en Corrientes, presentando el trabajo de investigación "El chamamé en los mitos regionales".
1986 - En el 2.º Encuentro sobre Chamamé, paralelo a la Fiesta Nacional de Chamamé en Corrientes, presentó su trabajo de investigación sobre "Origen, desarrollo y estado actual de las Bailantas".

## Trabajos de investigación. Investigación de campo
Desde 1960 investigó más de 160 temas del folklore guaraní regional. Apoyados estos trabajos con grabaciones, fotos, diapositivas y otros sistemas comunes de recopilación de la metodología del trabajo científico en antropología moderna. Entre los temas más difundidos de estos estudios podrían citarse: "Las bailantas", "El Empacho en el área guaranítica", "Los ángeles tomo y los ángeles loro". "El 6 de enero y las Fiestas a San Baltazar", "Mbaécha pá ho ñeé ñande gente cuera ("como habla mi gente regional"), "Calendario de recordaciones de cultos populares del folklore guaraní"; "Chamamé, historia de su nombre"; "El payé, un viejo misterio", "San La Muerte, Historia y tradición "; "Influencia del tango sobre el chamamé", "Los criollos correntinos en el Chaco" "El carro Cachapé y el Alzaprima", "Las carretas en el Chaco", "Las curanderas y sus recetas".

## Publicaciones
El 6 de enero y las Fiestas de San Baltazar" (1966)
Los Angeles Tomo y Los Angeles Loro (1968)
Calendario de la Santificación Popular (1979)
El Empacho en el área guaranítica argentina, Investigación folklórica, interpretación científica (1982)
Origen y evolución de Las Bailantas (1985)
El Pombero un Héroe Moderno, publicación del Poder Ejecutivo de la Provincia de Corrientes (1989)
La riquísima mitología guaraní desde sus personajes diabólicos (2000)
Cultura Popular Regional, Investigaciones de Ertivio Acosta, Instituto de Cultura del Chaco (2009)
Mitología Guaraní, Instituto de Cultura del Chaco (2009)